# 世界版权公约
《世界版權公約》（英語：Universal Copyright Convention）1947年由聯合國教育、科學及文化組織主持準備，在1952年9月6日於瑞士日內瓦簽訂，1955年生效，再在1971年7月24日於法國巴黎修訂。它和《伯爾尼公約》是國際上保護版權最主要的兩條公約，該公約的主要內容為提出對文學、科學和藝術作品給予充分有效的保護。它共有英文、法文、西班牙文三種文字版本。

## 相關連結
- 公有領域
- 保护文学和艺术作品伯尔尼公约